# Птолемей XV Цезарион
Птолеме́й XV (Птолемей Филопа́тор Филоме́тор Це́зарь, др.-греч. Πτολεμαίος Φιλοπάτωρ Φιλομήτωρ Καίσαρ), более известный как Цезарио́н (др.-греч. Καισαρίων, 23 июня 47 до н. э. — 29 августа 30 до н. э.) — последний царь Египта, правивший в 44—30 годах до н. э.
Сын египетской царицы Клеопатры (формально состоявшей на момент рождения сына в браке со своим братом Птолемеем XIV), по её собственным словам, от Цезаря. Убит двоюродным племянником Октавианом Августом после разгрома Антония и Клеопатры.

## Биография

### Рождение Цезариона
После победы в Александрийской войне Цезарь стал бесспорным хозяином Египта. С Клеопатрой он познакомился в октябре 48 года (см. Ковёр Клеопатры). За этим последовало совместное путешествие Цезаря и Клеопатры по Нилу на 400 кораблях, сопровождавшееся шумными празднествами. Вероятно, в апреле 47 года до н. э. Цезарь покинул Александрию.
Летом 46 года до н. э. Клеопатра была вызвана Цезарем в Рим, где жила в роскоши до его убийства 15 марта 44 года до н. э.; месяц спустя после мартовских ид она отплыла на родину.
Считается, что Клеопатра родила сына в 47 году до н. э. (указывают даже конкретный день 23 пайни (23 июня), см. ниже), однако некоторые учёные связывают его рождение с периодом её пребывания в Риме.

### Имя
Клеопатра дала ребёнку имя Цезарь. Парные царские имена соправителей (матери и сына), написанные иероглифами или демотическим письмом, на египетском или греческом языке, всегда выглядели как «Птолемей, прозванный Цезарем» и Клеопатра.
Александрийцы презрительно прозвали его Цезарионом (уменьшительное от Цезаря — Цезарёнок). Уничижительное прозвище Цезарион, чуждое египетскому протоколу, распространялось не Клеопатрой, а александрийскими смутьянами.
Местное жречество отметило рождение ребёнка в Гермонтисе изображениями и иероглифическими надписями, которые ещё сохранились на стенах храма, в котором было провозглашено, что его истинный отец — бог Ра, принявший облик Цезаря. Для греческих подданных Клеопатру изобразили на монетах в виде Афродиты с младенцем Эротом. Когда мальчик стал подрастать, некоторые греки различали в его облике и повадках характерные черты Юлия Цезаря.
| G5 |

| G5 |

| V28 | E34 · N35 | W24 · Z7 | A17 |

| V28 | E34 · N35 | W24 · Z7 | A17 |

| V28 | E34 · N35 | A17 | F35 |

| V28 | E34 · N35 | A17 | F35 |

| V28 | E34 · N35 | W24 · Z7 | F35 | M30 | U7 · X1 |

| V28 | E34 · N35 | W24 · Z7 | F35 | M30 | U7 · X1 |

| E1 | N35 · Z9 · D40 | N8 | Aa1 · Z7 | F29 | Z7 · N5 · Z2 | N6 · N5 |

| E1 | N35 · Z9 · D40 | N8 | Aa1 · Z7 | F29 | Z7 · N5 · Z2 | N6 · N5 |

| nswt&bity |

| nswt&bity |

| Q3 | R8 | F44 · W24 · X1 | N41 · D40 | Q3 · X1 | V28 | U21 · N35 | D4 · N36 | C2 | C12 | N35 |

| Q3 | R8 | F44 · W24 · X1 | N41 · D40 | Q3 · X1 | V28 | U21 · N35 | D4 · N36 | C2 | C12 | N35 |

| Q3 | R8 | F44 · W24 · X1 | N41 · D40 | Q3 · X1 | V28 | U21 · N35 | D4 · N36 | C2 | C12 | N35 |

| Q3 | R8 | F44 · W24 · X1 | N41 · D40 | Q3 · X1 | V28 | U21 · N35 | D4 · N36 | C2 | C12 | N35 |

| Q3 | R8 | F44 · W24 · X1 | N41 · D40 | Q3 · X1 | V28 | U21 · N35 | D4 · N36 | C2 | C12 | N35 |

| Q3 | R8 | F44 · W24 · X1 | N41 · D40 | Q3 · X1 | V28 | U21 · N35 | D4 · N36 | C2 | C12 | N35 |

| Q3 | R8 | F44 · W24 · X1 | N41 · D40 | Q3 · X1 | V28 | U21 · N35 | D4 · N36 | C2 | C12 | N35 |

| Q3 | R8 | F44 · W24 · X1 | N41 · D40 | Q3 · X1 | V28 | U21 · N35 | D4 · N36 | C2 | C12 | N35 |

| G39 | N5 |

| G39 | N5 |

| Q3 · X1 | V4 | E23 · Aa15 | M17 | M17 | O34 |

| Q3 · X1 | V4 | E23 · Aa15 | M17 | M17 | O34 |

| Q3 · X1 | V4 | E23 · Aa15 | M17 | M17 | O34 |

| Q3 · X1 | V4 | E23 · Aa15 | M17 | M17 | O34 |

| Q3 · X1 | V4 | E23 · Aa15 | M17 | M17 | O34 |

| Q3 · X1 | V4 | E23 · Aa15 | M17 | M17 | O34 |

| Q3 · X1 | V4 | E23 · Aa15 | M17 | M17 | O34 |

| Q3 · X1 | V4 | E23 · Aa15 | M17 | M17 | O34 |

| V31 | M17 | M17 | O34 · D21 · O34 |

| V31 | M17 | M17 | O34 · D21 · O34 |

| V31 | M17 | M17 | O34 · D21 · O34 |

| V31 | M17 | M17 | O34 · D21 · O34 |

| V31 | M17 | M17 | O34 · D21 · O34 |

| V31 | M17 | M17 | O34 · D21 · O34 |

| V31 | M17 | M17 | O34 · D21 · O34 |

| V31 | M17 | M17 | O34 · D21 · O34 |

| Q3 · X1 | V4 · E23 | U31 | M17 | M17 | S29 | S34 | D&t&N17 | p · t | V28 | Q1 | X1 · H8 · N36 |

| Q3 · X1 | V4 · E23 | U31 | M17 | M17 | S29 | S34 | D&t&N17 | p · t | V28 | Q1 | X1 · H8 · N36 |

| Q3 · X1 | V4 · E23 | U31 | M17 | M17 | S29 | S34 | D&t&N17 | p · t | V28 | Q1 | X1 · H8 · N36 |

| Q3 · X1 | V4 · E23 | U31 | M17 | M17 | S29 | S34 | D&t&N17 | p · t | V28 | Q1 | X1 · H8 · N36 |

| Q3 · X1 | V4 · E23 | U31 | M17 | M17 | S29 | S34 | D&t&N17 | p · t | V28 | Q1 | X1 · H8 · N36 |

| Q3 · X1 | V4 · E23 | U31 | M17 | M17 | S29 | S34 | D&t&N17 | p · t | V28 | Q1 | X1 · H8 · N36 |

| Q3 · X1 | V4 · E23 | U31 | M17 | M17 | S29 | S34 | D&t&N17 | p · t | V28 | Q1 | X1 · H8 · N36 |

| Q3 · X1 | V4 · E23 | U31 | M17 | M17 | S29 | S34 | D&t&N17 | p · t | V28 | Q1 | X1 · H8 · N36 |

| Q3 · X1 | V4 | E23 · Aa15 | M17 | M17 | S29 | D&d | Z7 · X1 · N35 · I9 | N29 | M17 | M17 | S29 | D21 · O34 |

| Q3 · X1 | V4 | E23 · Aa15 | M17 | M17 | S29 | D&d | Z7 · X1 · N35 · I9 | N29 | M17 | M17 | S29 | D21 · O34 |

| Q3 · X1 | V4 | E23 · Aa15 | M17 | M17 | S29 | D&d | Z7 · X1 · N35 · I9 | N29 | M17 | M17 | S29 | D21 · O34 |

| Q3 · X1 | V4 | E23 · Aa15 | M17 | M17 | S29 | D&d | Z7 · X1 · N35 · I9 | N29 | M17 | M17 | S29 | D21 · O34 |

| Q3 · X1 | V4 | E23 · Aa15 | M17 | M17 | S29 | D&d | Z7 · X1 · N35 · I9 | N29 | M17 | M17 | S29 | D21 · O34 |

| Q3 · X1 | V4 | E23 · Aa15 | M17 | M17 | S29 | D&d | Z7 · X1 · N35 · I9 | N29 | M17 | M17 | S29 | D21 · O34 |

| Q3 · X1 | V4 | E23 · Aa15 | M17 | M17 | S29 | D&d | Z7 · X1 · N35 · I9 | N29 | M17 | M17 | S29 | D21 · O34 |

| Q3 · X1 | V4 | E23 · Aa15 | M17 | M17 | S29 | D&d | Z7 · X1 · N35 · I9 | N29 | M17 | M17 | S29 | D21 · O34 |

| Q3 · X1 | V4 | E23 · Aa15 | M17 | M17 | S29 | X1 · Z7 | I10 | W24 · F51A · V31 | M17 | M17 | O34 · D21 · O34 | S34 | D&t&N17 | p · t | V28 | Q1 | X1 · H8 | N36 |

| Q3 · X1 | V4 | E23 · Aa15 | M17 | M17 | S29 | X1 · Z7 | I10 | W24 · F51A · V31 | M17 | M17 | O34 · D21 · O34 | S34 | D&t&N17 | p · t | V28 | Q1 | X1 · H8 | N36 |

| Q3 · X1 | V4 | E23 · Aa15 | M17 | M17 | S29 | X1 · Z7 | I10 | W24 · F51A · V31 | M17 | M17 | O34 · D21 · O34 | S34 | D&t&N17 | p · t | V28 | Q1 | X1 · H8 | N36 |

| Q3 · X1 | V4 | E23 · Aa15 | M17 | M17 | S29 | X1 · Z7 | I10 | W24 · F51A · V31 | M17 | M17 | O34 · D21 · O34 | S34 | D&t&N17 | p · t | V28 | Q1 | X1 · H8 | N36 |

| Q3 · X1 | V4 | E23 · Aa15 | M17 | M17 | S29 | X1 · Z7 | I10 | W24 · F51A · V31 | M17 | M17 | O34 · D21 · O34 | S34 | D&t&N17 | p · t | V28 | Q1 | X1 · H8 | N36 |

| Q3 · X1 | V4 | E23 · Aa15 | M17 | M17 | S29 | X1 · Z7 | I10 | W24 · F51A · V31 | M17 | M17 | O34 · D21 · O34 | S34 | D&t&N17 | p · t | V28 | Q1 | X1 · H8 | N36 |

| Q3 · X1 | V4 | E23 · Aa15 | M17 | M17 | S29 | X1 · Z7 | I10 | W24 · F51A · V31 | M17 | M17 | O34 · D21 · O34 | S34 | D&t&N17 | p · t | V28 | Q1 | X1 · H8 | N36 |

| Q3 · X1 | V4 | E23 · Aa15 | M17 | M17 | S29 | X1 · Z7 | I10 | W24 · F51A · V31 | M17 | M17 | O34 · D21 · O34 | S34 | D&t&N17 | p · t | V28 | Q1 | X1 · H8 | N36 |

| V31 | M17 | M17 | S29 | E23 · O34 | S34 | D&t&N17 | p · t | V28 | Q1 | X1 · H8 · N36 |

| V31 | M17 | M17 | S29 | E23 · O34 | S34 | D&t&N17 | p · t | V28 | Q1 | X1 · H8 · N36 |

| V31 | M17 | M17 | S29 | E23 · O34 | S34 | D&t&N17 | p · t | V28 | Q1 | X1 · H8 · N36 |

| V31 | M17 | M17 | S29 | E23 · O34 | S34 | D&t&N17 | p · t | V28 | Q1 | X1 · H8 · N36 |

| V31 | M17 | M17 | S29 | E23 · O34 | S34 | D&t&N17 | p · t | V28 | Q1 | X1 · H8 · N36 |

| V31 | M17 | M17 | S29 | E23 · O34 | S34 | D&t&N17 | p · t | V28 | Q1 | X1 · H8 · N36 |

| V31 | M17 | M17 | S29 | E23 · O34 | S34 | D&t&N17 | p · t | V28 | Q1 | X1 · H8 · N36 |

| V31 | M17 | M17 | S29 | E23 · O34 | S34 | D&t&N17 | p · t | V28 | Q1 | X1 · H8 · N36 |

| N29 · O4 | M17 | M17 | O34 · D21 · O34 | S34 | D&t&N17 | p · t | V28 | Q1 | X1 · H8 · N36 |

| N29 · O4 | M17 | M17 | O34 · D21 · O34 | S34 | D&t&N17 | p · t | V28 | Q1 | X1 · H8 · N36 |

| N29 · O4 | M17 | M17 | O34 · D21 · O34 | S34 | D&t&N17 | p · t | V28 | Q1 | X1 · H8 · N36 |

| N29 · O4 | M17 | M17 | O34 · D21 · O34 | S34 | D&t&N17 | p · t | V28 | Q1 | X1 · H8 · N36 |

| N29 · O4 | M17 | M17 | O34 · D21 · O34 | S34 | D&t&N17 | p · t | V28 | Q1 | X1 · H8 · N36 |

| N29 · O4 | M17 | M17 | O34 · D21 · O34 | S34 | D&t&N17 | p · t | V28 | Q1 | X1 · H8 · N36 |

| N29 · O4 | M17 | M17 | O34 · D21 · O34 | S34 | D&t&N17 | p · t | V28 | Q1 | X1 · H8 · N36 |

| N29 · O4 | M17 | M17 | O34 · D21 · O34 | S34 | D&t&N17 | p · t | V28 | Q1 | X1 · H8 · N36 |

|  |

| Q3 | R8 | X2 · X1 · I9 | N36 | D39 · I9 |

| Q3 | R8 | X2 · X1 · I9 | N36 | D39 · I9 |

### Вопрос отцовства
Достоверных доказательств тому, что Цезарион был сыном Юлия Цезаря, нет; современные историки продолжают обсуждать этот вопрос. Цезарь официально не признал ребёнка своим, и современники почти ничего не знали о нём до убийства диктатора. После мартовских ид, когда сын Клеопатры был обойдён в завещании диктатора, некоторые цезарианцы (в частности, Марк Антоний) попытались добиться его признания наследником вместо Октавиана. Из-за пропагандистской кампании, развернувшейся вокруг вопроса отцовства Цезариона, установить его родство с диктатором затруднительно. Детей, не считая единственной дочери Юлии, у диктатора не было ни от одной из жён, что, возможно, подразумевает какие-либо медицинские проблемы.
Античные авторы не были вполне уверены, являлся ли Цезарь действительно отцом мальчика.
- Плутарх, в биографии Цезаря утверждающий, что Цезарион действительно рождён от диктатора, в биографии Антония уже более нерешителен и пишет там лишь о том, что это так «по слухам».
- Светоний ограничивается сообщением о том, что Цезарь согласился дать новорождённому сыну Клеопатры своё имя («позволив ей даже назвать новорождённого сына его именем»).
- Дион Кассий это отрицает: «Клеопатре, в благодарность за помощь, направленную Долабелле, было даровано право назвать сына царём Египта; она делала вид, что этот сын, которого она назвала Птолемеем, — её сын от Цезаря, и поэтому хотела называть его Цезарионом»[9].
- Светоний пересказывает также отрицательное мнение современников Цезаря: согласно его пересказу, этот факт отвергал Николай Дамасский «на основании завещания Цезаря, в котором фактически это отцовство объявляется ложным, не только потому, что в завещании приёмным наследником был назначен Октавиан, но и потому что время и место составления завещания было несовместимо с этим отцовством»[1].
- Гай Оппий, секретарь Цезаря, в своей несохранившейся книге. Как пишет Светоний, тот упорно доказывал, что Цезарион в действительности не сын Цезаря, и даже написал целую книгу про то, «что ребёнок, выдаваемый Клеопатрой за сына Цезаря, в действительности вовсе не сын Цезаря», «как будто это нуждалось в оправдании или опровержении»[10].
- Впоследствии Марк Антоний утверждал перед сенатом, что Цезарь признал мальчика своим сыном, и что это известно Гаю Матию, Гаю Оппию и другим друзьям Цезаря.

### Вопрос даты рождения
Наиболее ранним упоминанием об Цезарионе, если речь идет действительно об этом мальчике, является фраза из письма Цицерона от 1 мая 44 г.: «…что касается царицы, — я хотел бы, и даже насчёт этого Цезаря…» (Ad Att. XIV. 20. 2).
Самое раннее действительно надёжное свидетельство о Цезарионе из Египта — это уже само провозглашение его царём-соправителем Клеопатры после смерти её мужа-брата Птолемея XIV, после того, как царица вернулась из Рима. Это произошло не ранее конца июля 44 года. Единственные точно датированные упоминания о её совместном правлении с Цезарионом относятся к 9 и 11 гг. правления Клеопатры, то есть, к 43 и 41 годам до н. э.
44 год как дату рождения косвенно подтверждает праздник в честь вступления Цезариона в эфебы в апреле 30 года, чего египетские греки обычно удостаивались по достижении 14 лет (в тот же день надел мужскую тогу Марк Антоний Антилл, сын Антония и Фульвии, женившихся немногим ранее 45 года.
Дата 23 пайни (23 июня 47 года до н. э.) принимается как дата рождения Цезариона на основании одной археологической находки. Это стела из Мемфиса, которая ныне хранится в Париже, с демотическим текстом ходатайства за мёртвого, датированного «в пятом году, 23 пайни, в день праздника Исиды и день рождения царя (фараона) Цезаря». Если трактовать «пятый год» как обозначение срока правления Клеопатры, то поскольку она пришла к власти в 51 году, то надпись датируется 47 годом и в ней указан тот самый день, когда Цезарион появился на свет. Однако в 47 году Цезариона не могли называть «фараоном», поскольку им до 44 года являлся его юридический отец-дядя Птолемей XIV. Возможно, «пятый год» отсчитывается от начала правления самого Цезариона в 44 г. и, следовательно, надпись датируется 40 годом; возможны и другие варианты летоисчесления, поскольку в Древнем Египте не было сквозного календаря. Возможно, это вообще день рождения любого последующего римского цезаря. Дело усложняется тем, что с эллинистической эпохи египтяне праздновали дни рождения царей не каждый год, но и каждый месяц.
Учёные предполагают, что официальные египетские документы с указанием даты рождения Цезариона могут быть подогнаны, чтобы соответствовать возможности Цезаря зачать ребёнка. По Светонию, тот был ещё жив, когда мальчик появился на свет. «Но эта информация связывает рождение Цезариона, с одной стороны, с пребыванием Клеопатры в Риме, что указывает на 45 г. или начало 44 г. как время рождения Цезариона — совершенно иной период, чем называет Плутарх, — и с другой стороны, с разрешением уехать, которое Клеопатра якобы получила от диктатора сразу после родов. Так как согласно корреспонденции Цицерона Клеопатра была застигнута в Риме убийством, произошедшим в иды марта 44 г., у нас есть основание полностью отбросить ошибочную информацию, приведенную Светонием в этой главе». Плутарх в жизнеописании Цезаря предполагает, что Цезарион родился в Александрии в 47 году, спустя некоторое время после того, как Цезарь уехал из Египта в Сирию (в конце июня/начале мая 47 года, примерно через девять месяцев после того, как завязались его отношения с Клеопатрой). Однако в жизнеописании Антония Плутарх пишет, что Цезарь родов не застал: что уезжая, тот «оставил Клеопатру беременной».
Обстоятельства объявления мальчика сыном Цезаря, по предположению историка, могли быть таковы: с сентября 44 г. Долабелла, коллега Антония по консульству, получил высшую власть на Востоке, и ему пришлось торговаться за поддержку с Клеопатрой, которая потребовала, чтобы он признал отныне коронованным царём Египта её сына, которого звали Птолемей. Возможно, речь идёт о хитроумной сделке, заключённой «царицей с партией Антония в первые месяцы 43 г.: Клеопатра создала приёмному сыну Юлия Цезаря конкурента в лице так называемого родного сына; а благодаря признанию Долабеллы, совершённому от имени Антония и как бы им самим, она без всякого риска разделила трон (мужская половина которого освободилась в связи с безвременной кончиной её супруга Птолемея (XV)) с ребёнком».

### Соправитель Клеопатры
Вскоре после возвращения в Египет умер брат-соправитель Клеопатры Птолемей XIV, причем Клеопатру подозревали в его убийстве. Клеопатра сделала сына соправителем, и в дендерском храме есть колоссальный барельеф Клеопатры, изображённой в виде египетской богини Хатхор, вместе с Цезарионом в одеянии фараона.
Один фаюмский грек примерно в то же время посвятил от имени царицы Клеопатры и царя Птолемея Цезаря и «их предков» стелу египетскому богу-крокодилу, по его словам, «прадеду» юного царя. Надпись на хранящейся в Турине стеле гласит: «В царствование Клеопатры, богини Филопатор, и Птолемея, который также Цезарь, Филопатор, Филометор…» Данная стела проливает свет на внутреннюю обстановку Верхнего Египта в то время. Её установили жрецы Амона-Ра-Сонтера в Фивах и другие высшие сановники города в честь Каллимаха, главного эпистата фиванского подразделения Патирисского нома.
Согласно тексту, вырезанному на стеле, он отечески заботился о Фивах, «разрушенных из-за всевозможных прискорбных обстоятельств», — вероятно, намёк на разорение Фив Птолемеем IX Лафуром в 88 году до н. э., — и старался восстановить город. И затем опять, когда недавно Фивы постиг сначала голод, а год спустя чума, он приложил все силы, чтобы облегчить ужасные бедствия. Прежде всего он позаботился о том, чтобы религиозные обряды совершались в египетских храмах должным образом. Из надписи можно сделать много разных выводов. Во-первых, чиновники Верхнего Египта действовали независимо от двора, чего не было раньше, — вследствие небрежения царской семьи и, возможно, длительного пребывания Клеопатры в Риме. Фиванцы на все лады восхваляли эпистратега Мериды и ни словом не упоминают царицу и её сына, кроме как при датировке. Во-вторых, можно понять, что Птолемей IX Лафур не до конца уничтожил древнюю египетскую столицу; Фивы, даже усмирённые и разрушенные, продолжали существовать.
Ещё одна надпись, относящаяся к 11-му году Клеопатры, была найдена в Гераклеополе. Это декрет Клеопатры и Птолемея Цезаря, изданный в день, соответствующий 13 апреля 41 года до н. э. Цель декрета состояла в том, чтобы обеспечить соблюдение привилегий, дарованных александрийцам, которые жили в Египте за пределами Александрии и занимались сельскохозяйственными работами. Это последний известный нам указ, изданный монархом из династии Птолемеев.

### Смерть матери и сына
Из Египта Клеопатра, не вмешиваясь, наблюдала за широкомасштабной борьбой, разыгравшейся в римском мире после смерти Цезаря. Победа при Филиппах в 42 году до н. э. сделала Марка Антония правителем восточной части римского мира. В результате сам Марк Антоний попал под очарование египетской царицы и, оставив армию, последовал за ней в Александрию и стал ее многолетним спутником жизни, отцом детей и фактически соправителем. Фигура мальчика Цезариона активно использовалась в агитационных целях в политической, а затем и в военной, борьбе триумвиров, в противопоставлении «родного» сына Цезаря — с приёмным, Октавианом. В конце-концов, Октавиан вторгся в Египет и разбил войска Антония и Клеопатры. Оба покончили жизнь самоубийством.
В 30 до н. э., ещё когда войска Октавиана подходили к столице Египта Александрии, Клеопатра отправила Цезариона с большим богатством на юг страны, откуда он должен был отплыть в Индию. Но воспитатель фараона Родон уговорил юношу вернуться, уверив, что Октавиан позволит ему править Египтом.
Говорят, что, когда Октавиан раздумывал, как с ним поступить, его друг философ Арий произнес: «Нет в многоцезарстве блага…» (переделка знаменитой цитаты из «Илиады» «Нет в многовластии блага…»), чем ускорил решение победителя. Тогда же им был казнён старший законный сын Антония (от Фульвии) — Марк Антоний Антилл. Другие дети Антония и Клеопатры были оставлены в живых.